# Staurastrum sublaevispinum
Staurastrum sublaevispinum là một loài Song tinh tảo trong họ Desmidiaceae, thuộc chi Staurastrum.